# Molotovcocktail
 Der er for få eller ingen kildehenvisninger i denne artikel, hvilket er et problem. Du kan hjælpe ved at angive troværdige kilder til de påstande, som fremføres i artiklen.

En molotovcocktail er en hjemmelavet brandbombe. Den består af en flaske fyldt med en brændbar væske (som regel benzin), og med en klud stikkende ud af åbningen. Kluden antændes og flasken kastes mod målet, knuses og den brændbare væske antændes.
I en forbedret form erstattes cirka 1/3 af brændstoffet med en tyktflydende olie, deraf navnet "cocktail", herved bliver blandingen bedre hængende på det objekt der angribes. Dels bindes kludene omkring flasken, så at den kan tilproppes. 
Molotovcocktailen er opkaldt efter Vjatjeslav Molotov, der var udenrigsminister og krigsminister i Sovjetunionen under 2. verdenskrig. Navnet blev skabt af finske soldater under Den finske Vinterkrig, der med succes anvendte våbnet mod de invaderende sovjetiske tropper – især kampvogne. Ikke ved at sætte ild til dem, men ved at forbruge den ilt som motoren og besætningen skal bruge.
| Våben | Spire Denne artikel om våben er en spire som bør udbygges. Du er velkommen til at hjælpe Wikipedia ved at udvide den. |